# Escrennes
Escrennes település Franciaországban, Loiret megyében. Lakosainak száma 711 fő (2022. január 1.). Escrennes Pithiviers-le-Vieil, Attray, Jouy-en-Pithiverais, Laas és Mareau-aux-Bois községekkel határos.

## Népesség
A település népességének változása:
| Lakosok száma | 465  | 639  | 614  | 678  | 732  | 741  | 732  | 726  | 726  | 711  |
|               | 1968 | 1982 | 1990 | 2006 | 2013 | 2015 | 2017 | 2019 | 2020 | 2022 |